# Святая Астерия
Астерия — святая дева, мученица из Бергамо. День памяти — 10 августа.
Святая Астерия (итал.: Asteria, Hesteria) была сестрой святой Граты из Бергамо. Святые сёстры во время гонений времён правления императоров Диоклетиана и Максимиана обрели тело святого мученика Александра и погребли его. За своё деяние святая Астерия была схвачена, предана мучениям и обезглавлена.
Святая Астерия почитается покровительницей Бергамо.